# Jacinto João
Jacinto João (Luanda, 25 de Janeiro de 1944 — Setúbal, 29 de Outubro de 2004), também conhecido como J. J., foi um  futebolista português que se notabilizou ao serviço do Vitória de Setúbal e que foi por 10 vezes chamado à selecção nacional, marcando 2 golos por Portugal.
Foi um dos nomes mais conceituados do futebol português nas décadas de 60 e 70 e ficará para sempre ligado à época dourada Vitória de Setúbal, tendo sido um dos melhores atletas e um dos jogadores mais adorados do clube.
Faleceu no ano de 2004, às 5:30 AM, vítima de doença de coração, um dos jogadores mais adorados do Vitória.
À passagem no 95º aniversário do clube, este prestou-lhe uma homenagem, inaugurando uma estátua em sua honra na zona de entrada do Estádio do Bonfim.